# 碧姬·馬克宏
碧姬·瑪麗-克勞德·馬克宏 （法語：Brigitte Marie-Claude Macron，法語發音：[briʒit maʁi klodə makʁɔ̃]，原姓特羅尼厄（Trogneux），發音：[tʁɔ.ɲø]，前夫姓奥齐埃（Auzière），法語發音：[o.zjɛːʁ]；1953年4月13日—） 是現任法國總統（第25任）和安道爾大公埃马纽埃尔·马克龙的妻子，過去是一名高中教師。 她最後任職的單位是巴黎的私立聖路易·德·貢扎格中學（Lycee Saint-Louis de Gonzague）。

## 早年生涯與教育
碧姬·馬克宏，本名碧姬·瑪麗-克羅德·托涅，出生於法國亞眠，是西莫娜·皮若尔（Simone Pujol，1910-1998）和讓·特羅尼厄（Jean Trogneux，1909-1994）之女，是六個孩子中的老幺。父親是家傳五代的特羅尼厄巧克力店的老闆，該巧克力店創立於1872年的亞眠。該公司又名讓·特羅尼厄，目前由碧姬的侄子讓-亚历山大·特羅尼厄（Jean-Alexandre Trogneux）經營。

## 生涯
1980年代，碧姬在史特拉斯堡的露西・贝尔热學院（Collège Lucie-Berger）教導文學課程。 1990年代，她則轉往位於亞眠的耶穌會學校天佑高中（Lycée la Providence）擔任法文和拉丁文老師，馬克宏在該校就讀時首次遇見碧姬。 馬克宏是她文學課的學生，同時碧姬也是馬克宏修讀的戲劇課的負責人。 針對這段女方年長男方近25年的戀情，馬克宏表示：「愛情往往是隱晦而暗藏的，在真正現身之前，經常被人錯誤理解。」

## 政治之路
碧姬曾於1989年競選過特吕什特赛姆的市議員，但以落選告終。 那也是她唯一一次競選公職。碧姬·馬克宏在其夫婿的總統競選中扮演積極的角色。一名頂尖顧問曾這麼形容：「碧姬的存在對馬克宏來說至關重要」 馬克宏表示，碧姬在他的勝選中「將繼續扮演長久以來和我並肩的角色，她不會被神隱。」

## 個人生涯
1974年6月22日，碧姬下嫁銀行家安德烈-路易·奥齐埃（André-Louis Auzière，1951-2019），並育有三名子女：塞巴斯蒂安·奥齐埃（Sébastien Auzière，1975年出生，工程师）、勞倫斯·奧茲耶爾-喬丹（Laurence Auzière-Jourdan，1977年出生，心臟病學家）和蒂費娜·奥齐埃（Tiphaine Auzière，1984年出生，律师）。 1991年以前他們一家住在特吕什特赛姆，之後移居亞眠。 他們於2006年離婚，隔年，碧姬與馬克宏結婚。